# Jamoigne
Jamoigne (Gaumais: Djamogne) is een dorp en deelgemeente in de gemeente Chiny, in de Provincie Luxemburg. Jamoigne was een zelfstandige gemeente tot aan de gemeentelijke herindeling van 1977.

## Geografie
Jamoigne is gelegen in de Belgische streek de Gaume waar de rivieren de Semois en de Vierre samenkomen. 

## Bezienswaardigheden
Op de heuvel bij de samenvloeiing van de Semois en de Vierre staat de dorpskerk uit 16e eeuw. De kerk werd gebouwd rond een 11e-eeuwse toren die er al stond. Beide zijn gebouwd op de resten van een Romeinse tempel, die gewijd was aan Bacchus. De enige resten van de Romeinse tempel zijn nog te zien op een zuil uit de 2e eeuw, deze zuil is versierd met wijngaardranken en vogels.
Het Château du Faing is gebouwd in 1880 maar de basis van het kasteel stamt nog altijd uit de 14e eeuw. En dit gebouw uit de 14e eeuw gaat zelf terug op een 12e-eeuws kasteel. Tijdens de Tweede Wereldoorlog werden er 83 joodse kinderen verborgen in het kasteel en ze konden zo ontsnappen aan deportatie. Hieraan herinnert nog een bronzen plaque en een beeldhouwwerk van Marie-Paule Haar. In het kasteel zijn sinds 2012 de gemeentediensten van Chiny ondergebracht.

## Demografische ontwikkeling
- Bronnen:NIS, Opm:1831 tot en met 1970=volkstellingen

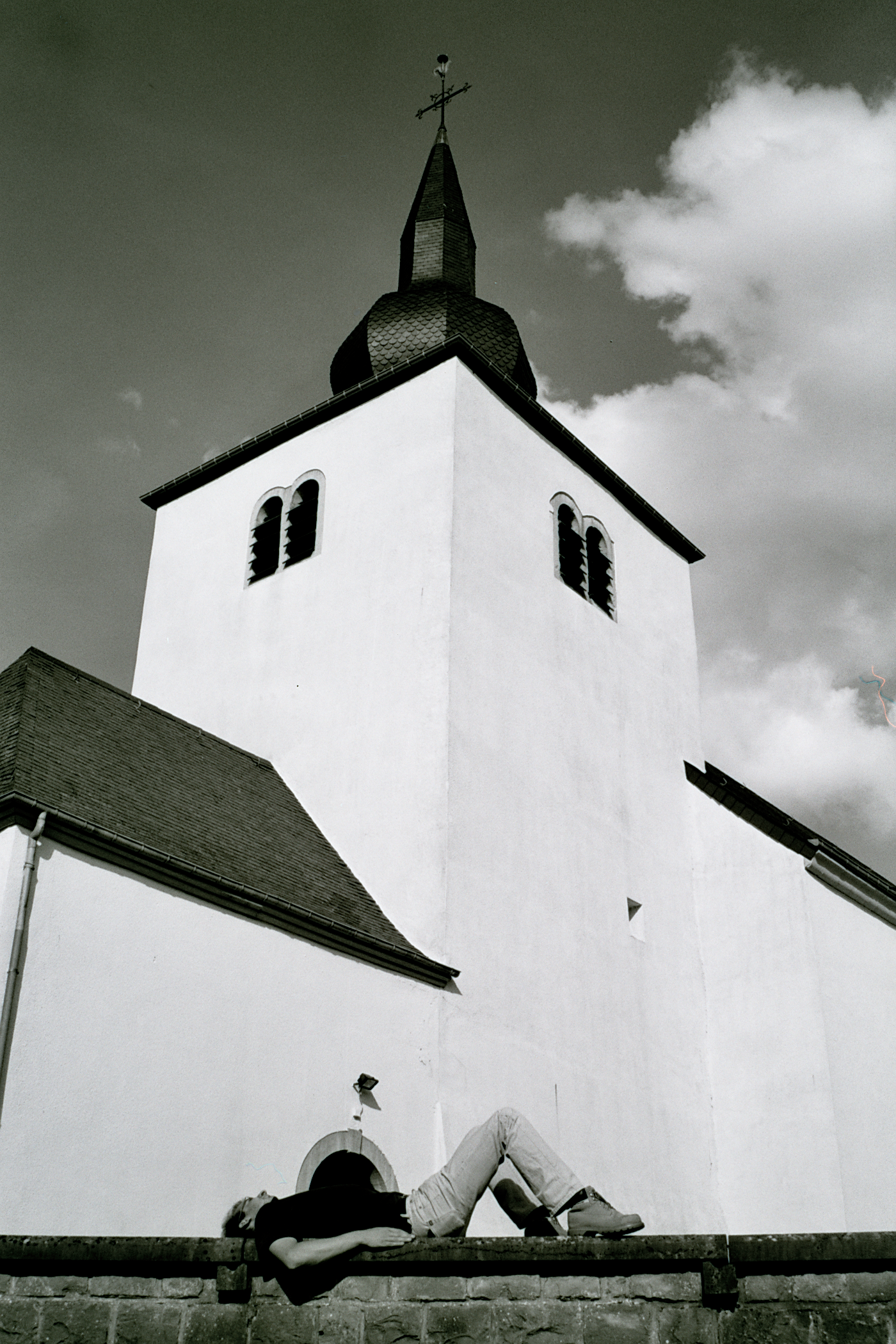
De kerk van Jamoigne

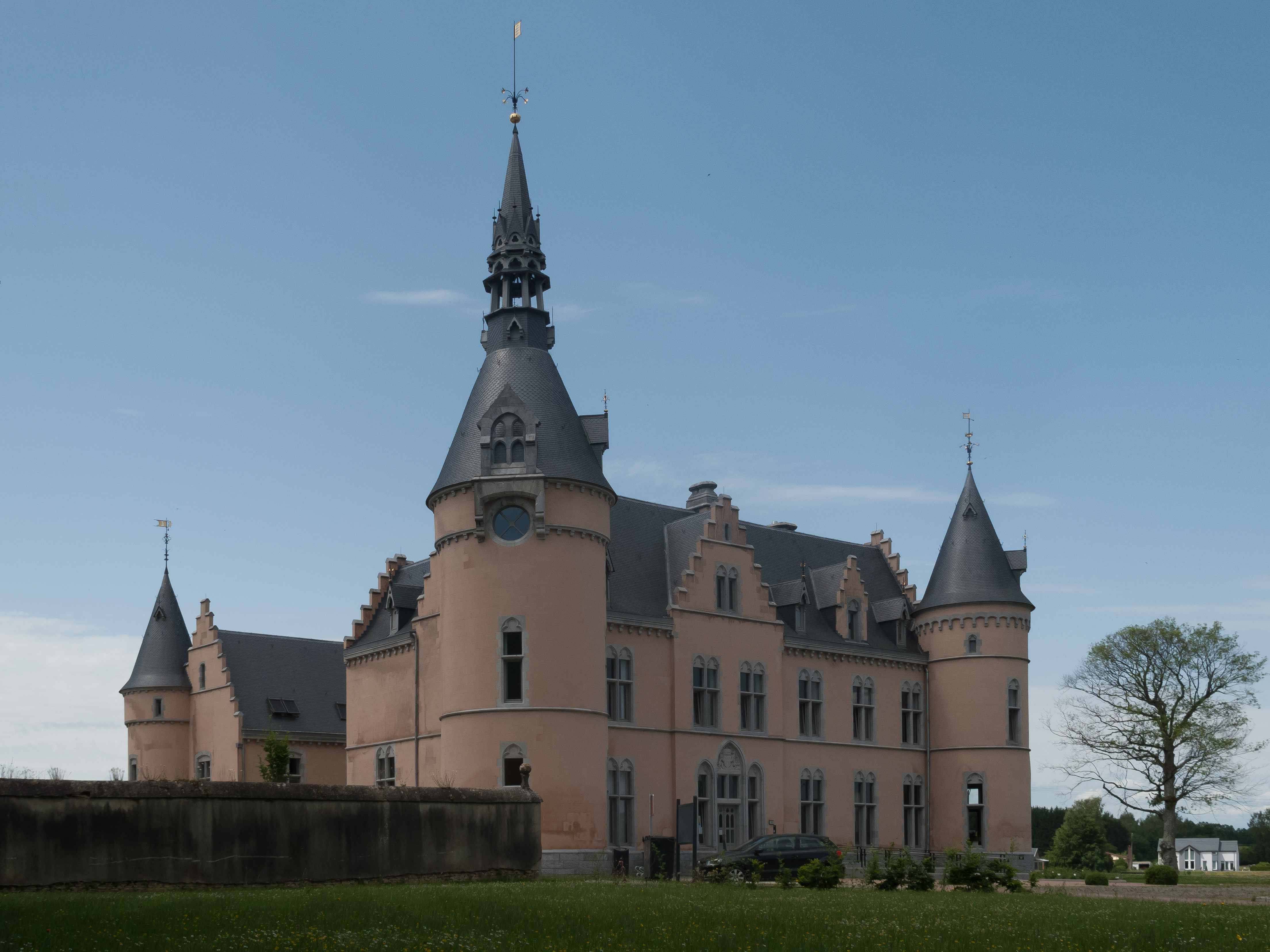
Het Château du Faing

## Geboren
- Émile François (1859-1908), volksvertegenwoordiger
- Guy Goffette (1947-2024), dichter en schrijver

## Bekend inwoner
Striptekenaar en schrijver Jean-Claude Servais vooral bekend van de reeks Tendre Violette (Bosliefje). De meeste van zijn verhalen zijn gesitueerd in de Gaume en het Château du Faing komt voor in zijn stripalbum La lettre froissée.
Deelgemeenten: Chiny · Izel · Jamoigne · Les Bulles · Suxy · Termes

Overige dorpen: Frenois · La Haïlleule · La Mouline · Moyen · Pin · Pont Charreau · Prouvy · Romponcelle · Valansart

Belgische gemeenten · Arrondissement Virton · Luxemburg · Wallonië